# Gradinje (Cerovlje)
 Gradinje  falu Horvátországban, Isztria megyében. Közigazgatásilag Cerovljéhez tartozik.

## Fekvése
Az Isztriai-félsziget közepén, Pazintól 5 km-re északkeletre, községközpontjától 4 km-re délnyugatra a Paz-Cerovlje út mellett fekszik. Gradinje mintegy tíz kisebb szétszórt telepből áll, melyek a Gologorica és Belaj közötti dombvidéken találhatók.

## Története
A települést 1102-ben említik először II. Ulrik isztriai őrgróf adománylevelében. Az oklevél megemlíti Gradinje tornyát is, mely a birtokkal együtt az aquileiai pátriárka tulajdonába került. Nem ritka eset ebben a korban, hogy a várakat, várkastélyokat toronyként említsék. Ezért teljesen bizonyos, hogy a település nevét arról a várról kapta, melynek romjai a település határában a Čepići mező irányába elnyúló völgy fölé kiszögellő magaslaton láthatók. A 13. században Gradinje a boljuni uradalomhoz tartozott, melyből az aquileiai pátriárka később Pazzal egyesítve egy kisebb uradalmat alakított ki és amelyet 1300 körül Friedrich Eberstein vezetett. Attól az időtől fogva Gradinja és Paz sorsa hosszú időre szorosan összekapcsolódott. Gradinjska vára a századok során többször nyújtott menedéket a környező falvak lakosságának az ellenséges támadások ellen, az uszkók háború (1615-1618) idején azonban nem tudott ellenállni a velencei támadásoknak. Ezek során súlyosan megrongálódott és többé már nem építették újjá. A későbbi századokban Gradinjét a pazini kapitányok és Belaj urai igazgatták. Amikor 1814-ben megalapították Boljun községet Gradinjét ennek területéhez csatolták. Később az igazságszolgáltatás területén Pazhoz tartozott. A településnek 1857-ben 279, 1910-ben 277 lakosa volt. Lakói mezőgazdasággal és állattartással foglalkoztak 2011-ben 43 lakosa volt.

## Lakosság
| Lakosság változása | Lakosság változása | Lakosság változása | Lakosság változása | Lakosság változása | Lakosság változása | Lakosság változása | Lakosság változása | Lakosság változása | Lakosság változása | Lakosság változása | Lakosság változása | Lakosság változása | Lakosság változása | Lakosság változása | Lakosság változása |
| ------------------ | ------------------ | ------------------ | ------------------ | ------------------ | ------------------ | ------------------ | ------------------ | ------------------ | ------------------ | ------------------ | ------------------ | ------------------ | ------------------ | ------------------ | ------------------ |
| 1857               | 1869               | 1880               | 1890               | 1900               | 1910               | 1921               | 1931               | 1948               | 1953               | 1961               | 1971               | 1981               | 1991               | 2001               | 2011               |
| 279                | 288                | 260                | 266                | 270                | 277                | 266                | 267                | 233                | 204                | 130                | 102                | 74                 | 58                 | 43                 | 43                 |

## Nevezetességei
- A Mindenszentek tiszteletére szentelt temploma 1604-ben épült a középkori templom felhasználásával. A templomot temető övezi. A templomban található fából faragott Szent Ilona szobor az egykori azonos titulusú, később lebontott templomból származik. A templom apszisában a vakolatréteg alól freskók (apostolok és angyalok ábrázolásai) és díszítő festés maradványai kerültek elő. A freskók két korszakból származnak. A régebbiek a 13. század végén, az újabbak a 15. században készültek. A díszítő festést Ambrožić pap által bevésett 1526-os évszám keltezi.
- A település közelében az egykori vár tornyának tekintélyes romjai láthatók.